# Marie N
Marija Naumova, conhecida pelo nome artístico Marie N, é uma cantora letã de origem russa. Venceu o Festival Eurovisão da Canção de 2002.